# Função gudermanniana
A função gudermanniana, chamada assim em homenagem a Christoph Gudermann (1798 - 1852), relaciona as funções trigonométricas e as funções hiperbólicas.
Definição:
```
   

  

    

      

        

          

            

              

                

                  

                    
g

                    
d

                  

                

                
(

                
x

                
)

              

              

                

                
=

                

                  
∫

                  

                    
0

                  

                  

                    
x

                  

                

                

                  

                    

                      
d

                      
p

                    

                    

                      
cosh

                      
⁡

                      
(

                      
p

                      
)

                    

                  

                

                
,

              

            

            

              

              

                

                
=

                
arcsin

                
⁡

                

                  
(

                  

                    
tanh

                    
⁡

                    
(

                    
x

                    
)

                  

                  
)

                

                
=

                
arccos

                
⁡

                

                  
(

                  

                    

                      

                        
sech

                      

                    

                    
(

                    
x

                    
)

                  

                  
)

                

                
,

              

            

            

              

              

                

                
=

                
arctan

                
⁡

                

                  
(

                  

                    
sinh

                    
⁡

                    
(

                    
x

                    
)

                  

                  
)

                

                
=

                

                  

                    
arcsec

                  

                

                

                  
(

                  

                    
cosh

                    
⁡

                    
(

                    
x

                    
)

                  

                  
)

                

                
,

              

            

            

              

              

                

                
=

                

                  

                    
arccot

                  

                

                

                  
(

                  

                    

                      

                        
csch

                      

                    

                    
(

                    
x

                    
)

                  

                  
)

                

                
=

                

                  

                    
arccsc

                  

                

                

                  
(

                  

                    
coth

                    
⁡

                    
(

                    
x

                    
)

                  

                  
)

                

                
,

              

            

            

              

              

                

                
=

                
2

                
arctan

                
⁡

                

                  
(

                  

                    
tanh

                    
⁡

                    

                      
(

                      

                        

                          
x

                          
2

                        

                      

                      
)

                    

                  

                  
)

                

                
=

                
2

                
arctan

                
⁡

                
(

                

                  
e

                  

                    
x

                  

                

                
)

                
−

                

                  

                    
π

                    
2

                  

                

                
.

              

            

          

        

        

        

      

    

    
{\displaystyle {\begin{aligned}{\rm {gd}}(x)&=\int _{0}^{x}{\frac {dp}{\cosh(p)}},\\&=\arcsin \left(\tanh(x)\right)=\arccos \left({\mbox{sech}}(x)\right),\\&=\arctan \left(\sinh(x)\right)={\mbox{arcsec}}\left(\cosh(x)\right),\\&={\mbox{arccot}}\left({\mbox{csch}}(x)\right)={\mbox{arccsc}}\left(\coth(x)\right),\\&=2\arctan \left(\tanh \left({\frac {x}{2}}\right)\right)=2\arctan(e^{x})-{\frac {\pi }{2}}.\end{aligned}}\,\!}

  

```

Identidades envolvendo gd(x) :
```
  

  

    

      

        

          

            

              

                

                  

                    

                      

                        

                          

                            
sin

                            
⁡

                            
(

                            

                              

                                
gd

                              

                            

                            
(

                            
x

                            
)

                            
)

                          

                          
˙

                        

                      

                    

                  

                

              

              

                

                
=

                
tanh

                
⁡

                
(

                
x

                
)

                
;

                

                
cos

                
⁡

                
(

                

                  

                    
gd

                  

                

                
(

                
x

                
)

                
)

                
=

                

                  

                    
sech

                  

                

                
(

                
x

                
)

                
;

              

            

            

              

                
tan

                
⁡

                
(

                

                  

                    
gd

                  

                

                
(

                
x

                
)

                
)

              

              

                

                
=

                
sinh

                
⁡

                
(

                
x

                
)

                
;

                

                

                
sec

                
⁡

                
(

                

                  

                    
gd

                  

                

                
(

                
x

                
)

                
)

                
=

                
cosh

                
⁡

                
(

                
x

                
)

                
;

              

            

            

              

                
cot

                
⁡

                
(

                

                  

                    
gd

                  

                

                
(

                
x

                
)

                
)

              

              

                

                
=

                

                  

                    
csch

                  

                

                
(

                
x

                
)

                
;

                

                

                
csc

                
⁡

                
(

                

                  

                    
gd

                  

                

                
(

                
x

                
)

                
)

                
=

                
coth

                
⁡

                
(

                
x

                
)

                
;

              

            

            

              

                

                  

                  

                  

                    

                      
.

                    

                  

                

                
tan

                
⁡

                

                  
(

                  

                    

                      

                        

                          

                            
gd

                          

                        

                        
(

                        
x

                        
)

                      

                      
2

                    

                  

                  
)

                

              

              

                

                
=

                
tanh

                
⁡

                

                  
(

                  

                    

                      
x

                      
2

                    

                  

                  
)

                

                
.

              

            

          

        

        

        

      

    

    
{\displaystyle {\begin{aligned}{\color {white}{\dot {\color {black}\sin({\mbox{gd}}(x))}}}&=\tanh(x);\quad \cos({\mbox{gd}}(x))={\mbox{sech}}(x);\\\tan({\mbox{gd}}(x))&=\sinh(x);\quad \;\sec({\mbox{gd}}(x))=\cosh(x);\\\cot({\mbox{gd}}(x))&={\mbox{csch}}(x);\quad \,\csc({\mbox{gd}}(x))=\coth(x);\\{}_{\color {white}.}\tan \left({\frac {{\mbox{gd}}(x)}{2}}\right)&=\tanh \left({\frac {x}{2}}\right).\end{aligned}}\,\!}

  

```

A função gudermanniana inversa.
```
   

  

    

      

        

          

            

              

                

                  

                    
arcgd

                  

                

                
(

                
x

                
)

              

              

                

                
=

                

                  

                    

                      
g

                      
d

                    

                  

                  

                    
−

                    
1

                  

                

                
(

                
x

                
)

                
=

                

                  
∫

                  

                    
0

                  

                  

                    
x

                  

                

                

                  

                    

                      
d

                      
p

                    

                    

                      
cos

                      
⁡

                      
(

                      
p

                      
)

                    

                  

                

                
,

              

            

            

              

              

                

                
=

                

                

                

                  

                    
arccosh

                  

                

                
(

                
sec

                
⁡

                
(

                
x

                
)

                
)

                
=

                

                  

                    
arctanh

                  

                

                
(

                
sin

                
⁡

                
(

                
x

                
)

                
)

                
,

              

            

            

              

              

                

                
=

                

                

                
ln

                
⁡

                

                  
(

                  

                    
sec

                    
⁡

                    
(

                    
x

                    
)

                    
(

                    
1

                    
+

                    
sin

                    
⁡

                    
(

                    
x

                    
)

                    
)

                  

                  
)

                

                
,

              

            

            

              

              

                

                
=

                

                

                
ln

                
⁡

                
(

                
tan

                
⁡

                
(

                
x

                
)

                
+

                
sec

                
⁡

                
(

                
x

                
)

                
)

                
=

                
ln

                
⁡

                
tan

                
⁡

                

                  
(

                  

                    

                      

                        
π

                        
4

                      

                    

                    
+

                    

                      

                        
x

                        
2

                      

                    

                  

                  
)

                

                
,

              

            

            

              

              

                

                
=

                

                

                

                  

                    
1

                    
2

                  

                

                
ln

                
⁡

                

                  

                    

                      
1

                      
+

                      
sin

                      
⁡

                      
(

                      
x

                      
)

                    

                    

                      
1

                      
−

                      
sin

                      
⁡

                      
(

                      
x

                      
)

                    

                  

                

                
.

              

            

          

        

        

        

      

    

    
{\displaystyle {\begin{aligned}{\mbox{arcgd}}(x)&={\rm {gd}}^{-1}(x)=\int _{0}^{x}{\frac {dp}{\cos(p)}},\\&={}{\mbox{arccosh}}(\sec(x))={\mbox{arctanh}}(\sin(x)),\\&={}\ln \left(\sec(x)(1+\sin(x))\right),\\&={}\ln(\tan(x)+\sec(x))=\ln \tan \left({\frac {\pi }{4}}+{\frac {x}{2}}\right),\\&={}{\frac {1}{2}}\ln {\frac {1+\sin(x)}{1-\sin(x)}}.\end{aligned}}\,\!}

  

```

A derivada da função gudermanniana e sua inversa são:
```
   

  

    

      

        

          

            
d

            

              
d

              
x

            

          

        

        

          

            
gd

          

        

        
(

        
x

        
)

        
=

        

          

            
sech

          

        

        
(

        
x

        
)

        
;

        

        

          

            
d

            

              
d

              
x

            

          

        

        

          

            
arcgd

          

        

        
(

        
x

        
)

        
=

        
sec

        
⁡

        
(

        
x

        
)

        
.

        

        

      

    

    
{\displaystyle {\frac {d}{dx}}{\mbox{gd}}(x)={\mbox{sech}}(x);\quad {\frac {d}{dx}}{\mbox{arcgd}}(x)=\sec(x).\,\!}

  

```